# San Juan de Limay
San Juan de Limay là một khu tự quản thuộc tỉnh Estelí, Nicaragua. Khu tự quản San Juan de Limay có diện tích 428 ki lô mét vuông. Đến thời điểm năm 2005, huyện San Juan de Limay có dân số 13455 người.